# Иванова-Эберлинг, Елена Александровна
Иванова-Эберлинг Елена Александровна (1905—1971) — советская художница, живописец, член Ленинградского Союза художников. Жена известного художника и педагога, ученика И. Е. Репина Альфреда Рудольфовича Эберлинга.

## Биография
Родилась 11 мая 1905 года в селе Алита Виленской губернии. Училась у А. Р. Эберлинга в художественном училище в Петербурге (1920—1922), в Ленинградском художественно-педагогическом техникуме (1922—1926) у В. А. Кузнецова, в студии АХРР (1927—1928).
Участвовала в выставках с 1955 года, экспонируя свои работы вместе с произведениями ведущих мастеров изобразительного искусства Ленинграда. Писала преимущественно пейзажи и натюрморты. Член Ленинградского Союза художников. Автор картин «Весна» (1926), «Сирень» (1955), «Маки» (1957), «Настурции», «Сирень» (обе 1958), «В мастерской. Натюрморт» (1959), «На веранде», «Натюрморт» (обе 1960), «Белые ночи», «Веранда» (обе 1961), «Купавы» (1962), «Летняя столовая», «Пейзаж с цветами» (обе 1963), «Тихий час», «Радость» (обе 1964), «На стадионе» (1965), «Крым», «Овраг» (обе 1966), «Белая ночь. Поцелуев мост», «Вечный огонь» (обе 1967), «Вешняя вода» (1968), «Май» (1969), «Урожай» (1970), «Крымский натюрморт» (1971) и других.
Скончалась 19 декабря 1971 года в Ленинграде на 67-м году жизни. Похоронена на Шуваловском кладбище Санкт-Петербурга.
Произведения Е. А. Ивановой-Эберлинг находятся в музеях и частных собраниях в России и за рубежом.